# Kornhallsleden
Kornhallsleden, även Kornhalls färja är en lindriven fordons- och personfärjeled som drivs av Trafikverket Färjerederiet och trafikeras av M/S Gerd . Färjeleden går över Nordre älv, mellan Kornhall i Harestads socken i Kungälvs kommun och Brunstorpsnäs i Säve på Hisingen i Göteborgs kommun. Vägen har nummer 570. Färjeleden påbörjades 1850, registrerades 1874 och drevs på entreprenad fram till 1945 när statliga Vägverket tog över driften. År 1928 och 1964 ändrades färjelägena. Eftersom vägen via färjan väsentligt förkortade resvägen till Göteborg kom trafiken att öka markant och 1951 satte man in den första motordrivna färjan på leden. Färjan går var 20:e minut dagtid och var 15:e minut i rusningstid. Vissa turer sent på natten eller tidigt på morgonen måste tillkallas via telefon.
Båda älvstränderna är naturreservat och Natura 2000-område. Gränsen mellan Kungälvs och Göteborgs kommuner går mitt i älven.